# Haloragis dura
Haloragis dura är en slingeväxtart som beskrevs av A.E. Orchard. Haloragis dura ingår i släktet Haloragis och familjen slingeväxter. Inga underarter finns listade i Catalogue of Life.